# Busllón
Busllón (en asturiano y oficialmente: Busḷḷón) es una casería que pertenece a la parroquia de Parroquia de Brañalonga en el concejo de Tineo (Principado de Asturias). Se encuentra a 597 m s. n. m. y está situada a 14,40 km de la capital del concejo, la villa de Tineo. 

## Población
En 2020 contaba con una población de 7 habitantes (INE, 2020) repartidos en un total de 4 viviendas (INE, 2010).